# بوبي كونروي
بوبي كونروي (بالإنجليزية: Bobby Conroy)‏ (20 يونيو 1929 في المملكة المتحدة - 1978) هو مدرب كرة قدم ولاعب كرة قدم بريطاني في مركز الظهير. لعب مع نادي بوري ونادي ترانمير روفرز لكرة القدم.